# И
И, и（称呼为 и, i）是一个西里尔字母，由希腊字母Η演变而成。留意小写и的斜体写法为и，与正体字母的写法分别很大。
在乌克兰语及白俄罗斯语，/i/音是用 І, і来表示。白俄罗斯语沒有И, и字。

## 字母的次序
在俄语、塞尔维亚语字母中排第10位，在乌克兰语、马其顿语、黑山语字母中排第11位，在卢森尼亚语、哈萨克语字母中排第12位，在保加利亚语字母中排第9位。

## 音值
在俄语、保加利亚语、马其顿语、黑山语、塞尔维亚语为长音的 [i]。
在乌克兰语为短音的[ɪ]，其他使用西里尔字母的斯拉夫语言会用и或者ы转写，其他斯拉夫语言的使用者会读作[i]、[ɨ]甚至[e]。
在哈萨克语为长音的[ɪ]。

## 字符编码
| 字符编码 | Unicode | ISO 8859-5 | KOI-8 | GB 2312 | HKSCS |
| -------- | ------- | ---------- | ----- | ------- | ----- |
| 大写 И   | U+0418  | B8         | E9    | A7AA    | C7FC  |
| 小写 и   | U+0438  | D8         | C9    | A7DA    | C85E  |

## 参閲
- І і（西里尔字母）
- Й й（西里尔字母）
- Η η（希腊字母）
- I i（拉丁字母）
- İ ı（拉丁字母）
- H h（拉丁字母）
- 附加符號

## 外部連結
- 维基词典中的词条「И」
- 维基词典中的词条「и」
- Буква И （页面存档备份，存于） на сайте graphemica.com
- Буква и （页面存档备份，存于） на сайте graphemica.com
- И on the website Scriptsource.org（英文）
- и  on the website Scriptsource.org（英文）